# 葫蘆素

具有标准碳编号的葫芦巴-5-烯。

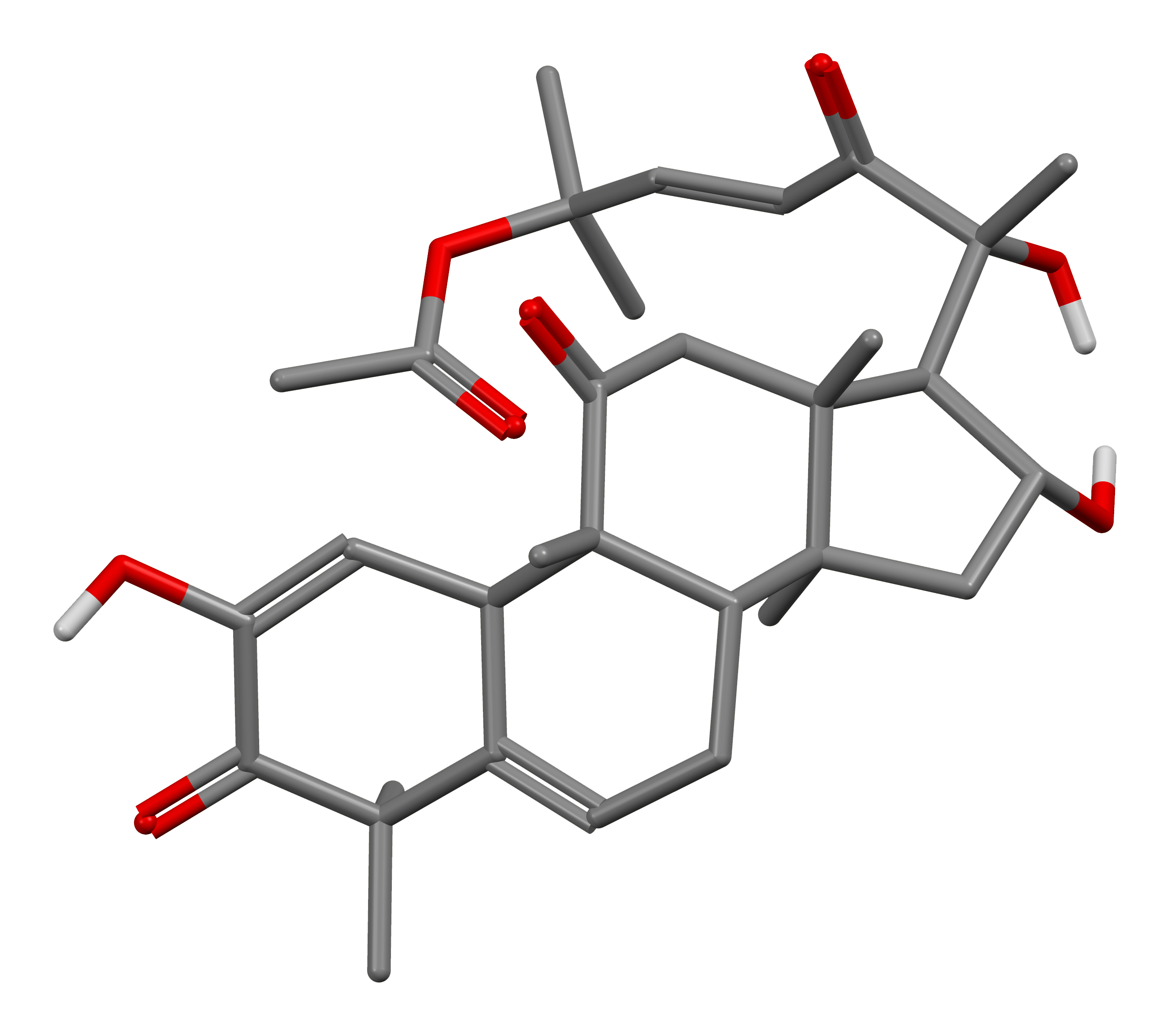
在晶體結構中發現的葫蘆素E的3D結構。

葫芦素（英語：Cucurbitacin）是一类生物化学复合物中的任何一种，某些植物-尤其是葫芦科（Cucurbitaceae）的成员，其包括普通的南瓜和葫芦-生产并用作对食草动物的防御。葫芦素在化学上被分类为甾體，形式上衍生自葫芦烷，是一种特定的三萜烃，衍生自不饱和变体的葫芦巴-5-烯（cucurbita-5-ene），或19-（10→9β）-白-10-烯醇-5-烯（19-(10→9β)-abeo-10α-lanost-5-ene）。它们经常以糖苷形式出现。它们和它们的衍生物已经被发现存在于许多植物科中（包括十字花科，葫芦科，玄参科，秋海棠科，毛茛科，Datisca，离水花科，毛茛科，报春花科，茜草科，梧桐科，蔷薇科，和瑞香科），在一些蘑菇（包括红菇和希伯洛马）中和甚至在一些海洋软体动物中。
葫芦素可能是在某些动物采食的植物中和在一些人类喜欢的可食用植物（如黄瓜）中具有的味觉威慑力。在实验室研究中，葫芦素具有细胞毒性，其潜在的生物活性正在被研究。
葫蘆素是從中藥中提取，可治療肝炎及肝癌 ，存在於深綠色果類或果蒂部位，但誤食過量會有噁心、嘔吐、腹瀉等胃腸道癥狀。然而中藥方如瓜蒂散，正是取其催吐作用。

## 生物合成
葫蘆素C的生物合成已經被張等人(2014)描述了。  在葫蘆素C的生物合成途徑中鑑定了9個黃瓜基因，並闡明了4個催化步驟。  這些作者還發現了分別在葉子和果實中調節該通路的轉錄因子 Bl（苦葉）和 Bt（苦果）。Bi 基因賦予整個植物苦味，並且在遺傳上與類操縱子基因簇相關，類似於拟南芥属中涉及擬南芥生物合成的基因簇。 果實中苦味需要 Bi 和顯性 Bt（苦果）基因。 栽培黃瓜果實的無苦味是由 bt 賦予的，bt 是在馴化過程中選擇的等位基因。 Bi 是氧化鯊烯環化酶 (OSC) 基因家族的成員。 系統發育分析表明，Bi 是南瓜 (美洲南瓜,Cucurbita pepo) 中葫蘆二烯醇合酶基因 CPQ 的直系同源物。

## 研究和毒性
葫蘆素的生物學特性正在進行基礎研究，包括毒性和潛在藥理學用途，用於開發治療炎症、癌症、心血管疾病和糖尿病等藥物。
與食用葫蘆素含量高的食物相關的毒性有時被稱為“有毒葫蘆綜合症”。 2018 年在法國，兩名婦女吃了苦南瓜湯後生病，包括噁心、嘔吐和腹瀉，幾週後脫髮。  法國另一項關於食用苦南瓜屬中毒的研究發現了類似的急性疾病，但沒有死亡病例。  植物中高濃度的毒素可能是由於與野生葫蘆科植物異花授粉，或由於高溫和乾旱導致的植物生長脅迫。